# Neuvy-le-Roi
Pour les articles homonymes, voir Neuvy.
Neuvy-le-Roi est une commune française située dans le département d'Indre-et-Loire en région Centre-Val de Loire.

## Géographie
| Bueil-en-Touraine   | Épeigné-sur-Dême | Chemillé-sur-Dême |
| Saint-Paterne-Racan | Neuvy-le-Roi     | Louestault        |
| Neuillé-Pont-Pierre |                  | Beaumont-la-Ronce |

### Hydrographie

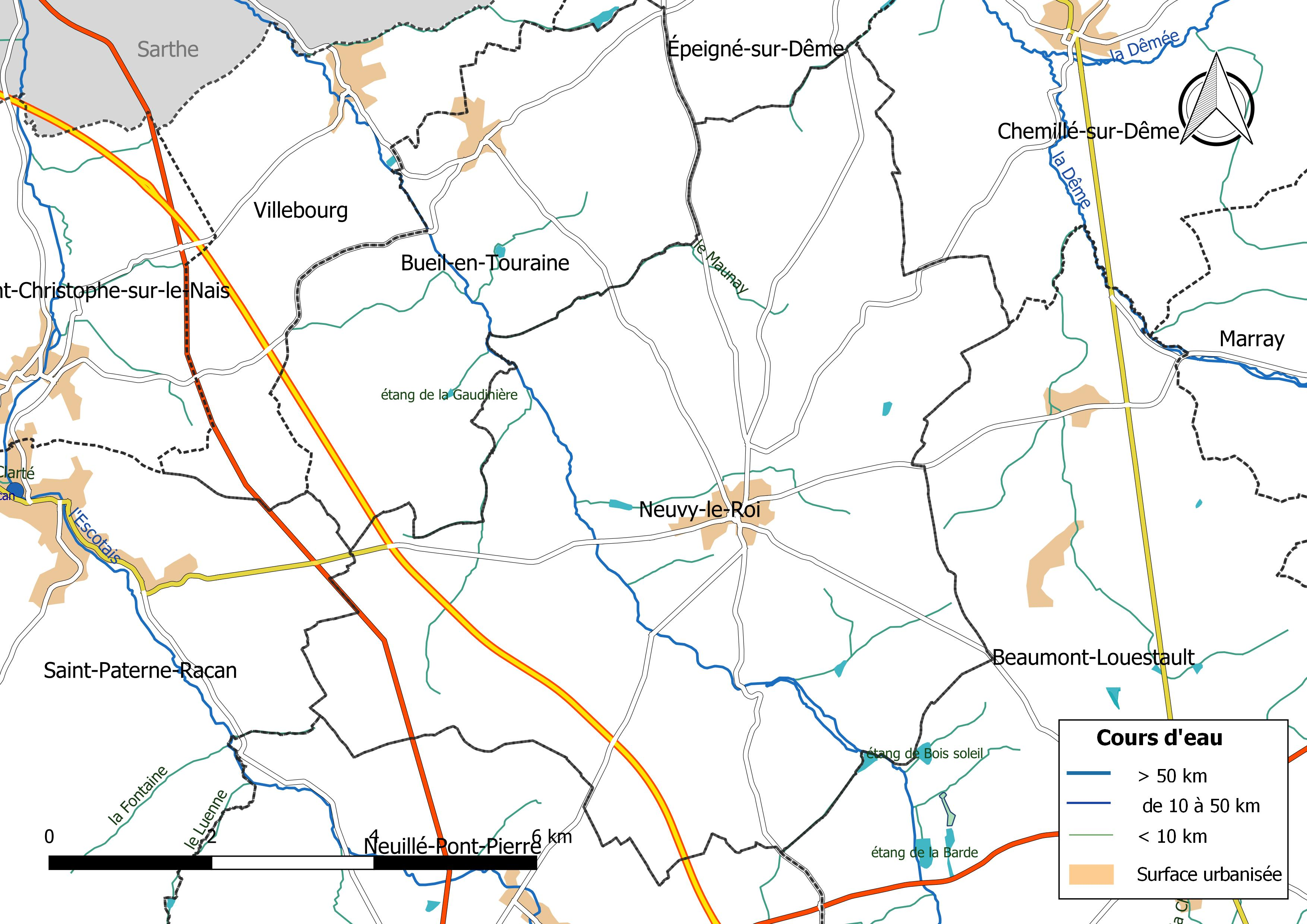
Réseau hydrographique de Neuvy-le-Roi.

Le réseau hydrographique communal, d'une longueur totale de 27,55 km, comprend un cours d'eau notable, le Long (7,864 km), également dénommé « la Vandoeuvre », et neuf petits cours d'eau dont le Maunay (3,516 km),.
Le Long, d'une longueur totale de 22,1 km, prend sa source dans la commune de Rouziers-de-Touraine et se jette dans l'Escotais à Dissay-sous-Courcillon (Sarthe) après avoir traversé 6 communes. 
Ce cours d'eau est classé dans la liste 2 au titre de l'article L. 214-17 du code de l'environnement sur le Bassin Loire-Bretagne. Du fait de ce classement, tout ouvrage doit être géré, entretenu et équipé selon des règles définies par l'autorité administrative, en concertation avec le propriétaire ou, à défaut, l'exploitant. 
Sur le plan piscicole, le Long est classé en première catégorie piscicole. Le groupe biologique dominant est constitué essentiellement de salmonidés (truite, omble chevalier, ombre commun, huchon).
Quatre zones humides ont été répertoriées sur la commune par la direction départementale des territoires (DDT) et le conseil départemental d'Indre-et-Loire : « la vallée de l'étang de Bois Grenier », « la vallée du Long de la Ribondière au Château du Plessis » et « la vallée de la Dême de Chemillé-sur-Dême à Epeigné-sur-Dême » et « l'étang de Bois Soleil »,.

### Climat
Pour des articles plus généraux, voir Climat du Centre-Val de Loire et Climat d'Indre-et-Loire.
En 2010, le climat de la commune est de type climat océanique dégradé des plaines du Centre et du Nord, selon une étude du CNRS s'appuyant sur une série de données couvrant la période 1971-2000. En 2020, Météo-France publie une typologie des climats de la France métropolitaine dans laquelle la commune est exposée à un climat océanique altéré et est dans la région climatique Moyenne vallée de la Loire, caractérisée par une bonne insolation (1 850 h/an) et un été peu pluvieux.
Pour la période 1971-2000, la température annuelle moyenne est de 11,2 °C, avec une amplitude thermique annuelle de 14,8 °C. Le cumul annuel moyen de précipitations est de 713 mm, avec 11,4 jours de précipitations en janvier et 7,1 jours en juillet. Pour la période 1991-2020, la température moyenne annuelle observée sur la station météorologique de Météo-France la plus proche, sur la commune de Saint-Christophe-sur-le-Nais à 9 km à vol d'oiseau, est de 12,1 °C et le cumul annuel moyen de précipitations est de 682,2 mm,. Pour l'avenir, les paramètres climatiques de la commune estimés pour 2050 selon différents scénarios d'émission de gaz à effet de serre sont consultables sur un site dédié publié par Météo-France en novembre 2022.

## Urbanisme

### Typologie
Au 1er janvier 2024, Neuvy-le-Roi est catégorisée commune rurale à habitat dispersé, selon la nouvelle grille communale de densité à sept niveaux définie par l'Insee en 2022.
Elle est située hors unité urbaine. Par ailleurs la commune fait partie de l'aire d'attraction de Tours, dont elle est une commune de la couronne,. Cette aire, qui regroupe 162 communes, est catégorisée dans les aires de 200 000 à moins de 700 000 habitants,.

### Occupation des sols
L'occupation des sols de la commune, telle qu'elle ressort de la base de données européenne d’occupation biophysique des sols Corine Land Cover (CLC), est marquée par l'importance des territoires agricoles (93,3 % en 2018), une proportion sensiblement équivalente à celle de 1990 (93,8 %). La répartition détaillée en 2018 est la suivante : 
terres arables (79,4 %), prairies (8,4 %), forêts (5,5 %), zones agricoles hétérogènes (5,4 %), zones urbanisées (1,3 %). L'évolution de l’occupation des sols de la commune et de ses infrastructures peut être observée sur les différentes représentations cartographiques du territoire : la carte de Cassini (XVIIIe siècle), la carte d'état-major (1820-1866) et les cartes ou photos aériennes de l'IGN pour la période actuelle (1950 à aujourd'hui).

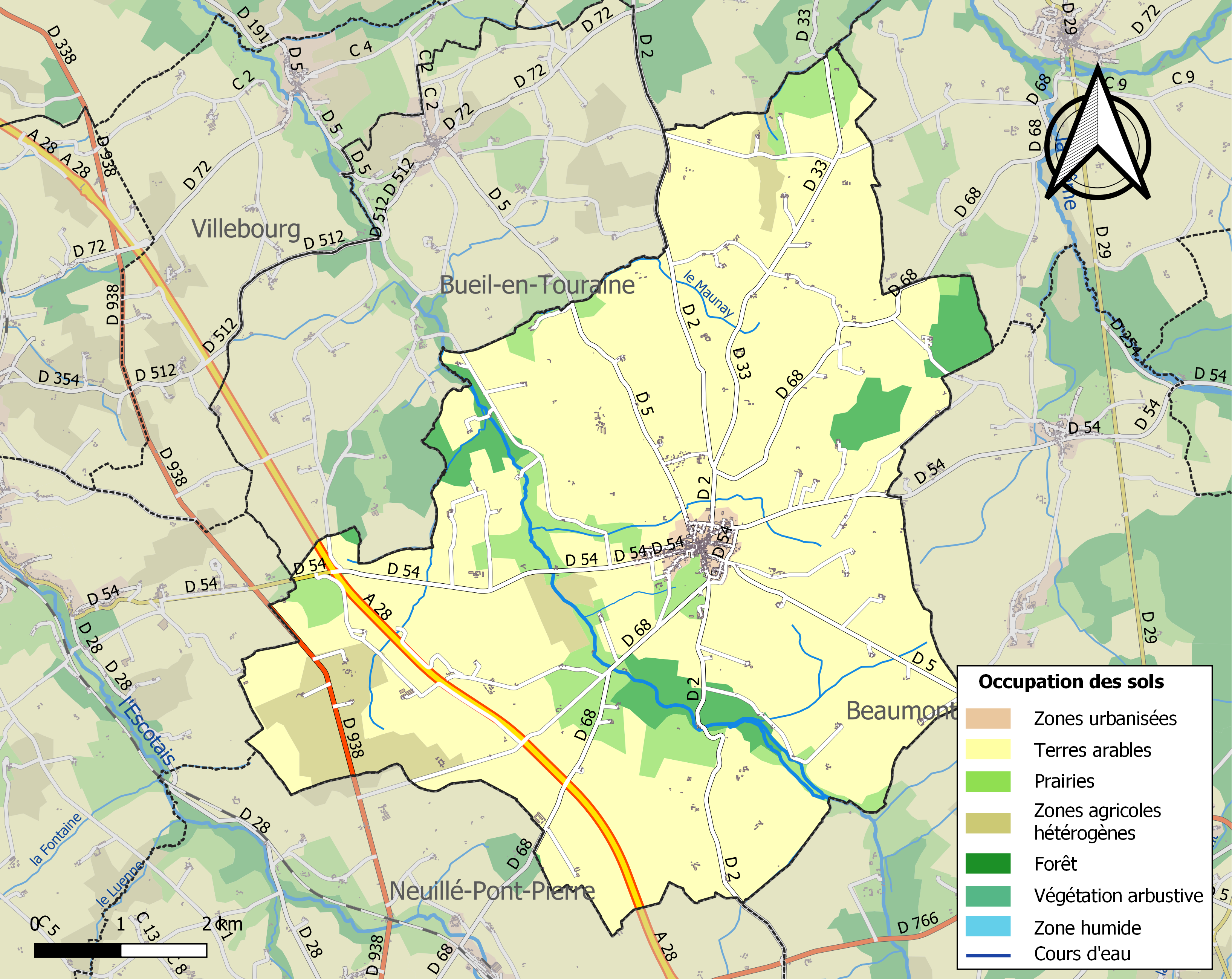
Carte des infrastructures et de l'occupation des sols de la commune en 2018 (CLC).

### Risques majeurs
Le territoire de la commune de Neuvy-le-Roi est vulnérable à différents aléas naturels : météorologiques (tempête, orage, neige, grand froid, canicule ou sécheresse) et séisme (sismicité très faible). Un site publié par le BRGM permet d'évaluer simplement et rapidement les risques d'un bien localisé soit par son adresse soit par le numéro de sa parcelle.

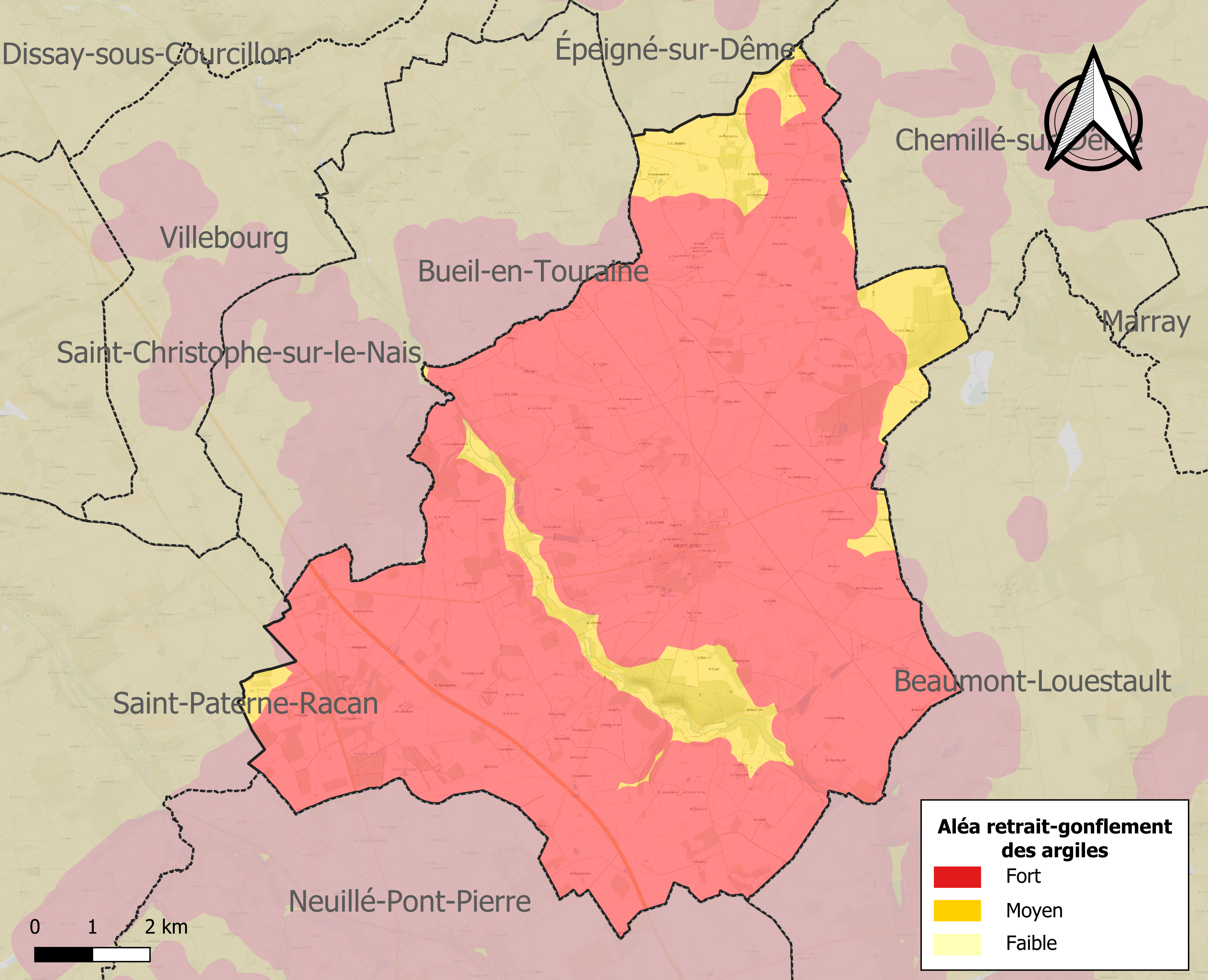
Carte des zones d'aléa retrait-gonflement des sols argileux de Neuvy-le-Roi.

Le retrait-gonflement des sols argileux est susceptible d'engendrer des dommages importants aux bâtiments en cas d’alternance de périodes de sécheresse et de pluie. La totalité de la commune est en aléa moyen ou fort (90,2 % au niveau départemental et 48,5 % au niveau national). Sur les 523 bâtiments dénombrés sur la commune en 2019, 523 sont en aléa moyen ou fort, soit 100 %, à comparer aux 91 % au niveau départemental et 54 % au niveau national. Une cartographie de l'exposition du territoire national au retrait gonflement des sols argileux est disponible sur le site du BRGM,.
Concernant les mouvements de terrains, la commune a été reconnue en état de catastrophe naturelle au titre des dommages causés par la sécheresse en 2005 et 2011 et par des mouvements de terrain en 1999.

## Histoire
Au cours de la Révolution Française, la commune prit provisoirement le nom de Neuvy-la-Loi.

## Politique et administration

### Liste des maires
| Période                                  | Période  | Identité          | Étiquette    | Qualité           |
| ---------------------------------------- | -------- | ----------------- | ------------ | ----------------- |
| 1945                                     | 1947     | Raymond Moussu    | MRP          | Député            |
| 1983                                     | 1988     | Daniel Philippot  | CNIP         |                   |
| 1988                                     | 2020     | Patrick Cintrat   | RPR puis DVD | Agriculteur       |
| 2020                                     | En cours | Flavien Thelisson |              | Chef d'entreprise |
| Les données manquantes sont à compléter. |          |                   |              |                   |

### Jumelages
Au 13 décembre 2012, la commune est jumelée avec :
- Pocklington (Angleterre) depuis 1990
- Bajesti (ro) (Roumanie) depuis 2000

### Tendances politiques et résultats
| Scrutin             | Scrutin             | 1er tour | 1er tour  | 1er tour | 1er tour | 1er tour  | 1er tour | 1er tour | 1er tour | 1er tour | 1er tour | 1er tour  | 1er tour | 2d tour | 2d tour | 2d tour | 2d tour | 2d tour | 2d tour |
| Scrutin             | Scrutin             | 1er      | 1er       | %        | 2e       | 2e        | %        | 3e       | 3e       | %        | 4e       | 4e        | %        | 1er     | 1er     | %       | 2e      | 2e      | %       |
| ------------------- | ------------------- | -------- | --------- | -------- | -------- | --------- | -------- | -------- | -------- | -------- | -------- | --------- | -------- | ------- | ------- | ------- | ------- | ------- | ------- |
| Présidentielle 2017 | Présidentielle 2017 |          | LR        | 28,03    |          | FN        | 21,31    |          | EM       | 18,98    |          | LFI       | 17,81    |         | EM      | 61,21   |         | FN      | 38,79   |
| Présidentielle 2022 | Présidentielle 2022 |          | LREM      | 31,60    |          | RN        | 27,55    |          | LFI      | 14,26    |          | LR        | 6,65     |         | LREM    | 56,11   |         | RN      | 43,89   |
| Législatives 2022   | 5e                  |          | MoDem-Ens | 28,89    |          | RN        | 19,75    |          | LR       | 17,78    |          | PCF-Nupes | 16,79    |         | MoDem   | 58,05   |         | RN      | 41,95   |
| Législatives 2024   | 5e                  |          | RN        | 38,54    |          | MoDem-Ens | 27,18    |          | PCF-NFP  | 17,94    |          | LR        | 13,14    |         | MoDem   | 53,83   |         | RN      | 46,17   |

## Population et société

### Démographie
L'évolution du nombre d'habitants est connue à travers les recensements de la population effectués dans la commune depuis 1793. Pour les communes de moins de 10 000 habitants, une enquête de recensement portant sur toute la population est réalisée tous les cinq ans, les populations de référence des années intermédiaires étant quant à elles estimées par interpolation ou extrapolation. Pour la commune, le premier recensement exhaustif entrant dans le cadre du nouveau dispositif a été réalisé en 2005.

En 2022, la commune comptait 1 061 habitants, en évolution de −2,39 % par rapport à 2016 (Indre-et-Loire : +1,67 %, France hors Mayotte : +2,11 %).
| 1793  | 1800  | 1806  | 1821  | 1831  | 1836  | 1841  | 1846  | 1851  |
| ----- | ----- | ----- | ----- | ----- | ----- | ----- | ----- | ----- |
| 1 811 | 1 718 | 1 817 | 1 714 | 1 628 | 1 592 | 1 594 | 1 605 | 1 549 |

| 1856  | 1861  | 1866  | 1872  | 1876  | 1881  | 1886  | 1891  | 1896  |
| ----- | ----- | ----- | ----- | ----- | ----- | ----- | ----- | ----- |
| 1 491 | 1 459 | 1 446 | 1 363 | 1 387 | 1 385 | 1 458 | 1 545 | 1 513 |

| 1901  | 1906  | 1911  | 1921  | 1926  | 1931  | 1936  | 1946  | 1954  |
| ----- | ----- | ----- | ----- | ----- | ----- | ----- | ----- | ----- |
| 1 459 | 1 479 | 1 423 | 1 301 | 1 406 | 1 365 | 1 371 | 1 259 | 1 216 |

| 1962  | 1968  | 1975  | 1982 | 1990  | 1999  | 2005  | 2006  | 2010  |
| ----- | ----- | ----- | ---- | ----- | ----- | ----- | ----- | ----- |
| 1 206 | 1 096 | 1 060 | 992  | 1 001 | 1 107 | 1 168 | 1 168 | 1 156 |

| 2015  | 2020  | 2022  | - | - | - | - | - | - |
| ----- | ----- | ----- | - | - | - | - | - | - |
| 1 077 | 1 077 | 1 061 | - | - | - | - | - | - |

### Enseignement
Neuvy-le-Roi se situe dans l'Académie d'Orléans-Tours (Zone B) et dans la circonscription de Saint-Cyr-sur-Loire.
L'école primaire publique et l'école primaire privée Saint Eugène accueillent les élèves de la commune.

## Culture locale et patrimoine

### Lieux et monuments
- Ancien grenier à sel.
- Ancienne église Saint-André (habitation) Xe/XIIe siècles : nef unique lambrissée XVe siècle, chœur à chevet plat.
- Château de Beaulieu XIXe siècle.
- Château de la Martinerie XVIe siècle, XIXe siècle.
- Château de la Martinière XIXe siècle.
- Église Saint-Vincent XIIe/XIIIe siècles, remaniée XVIe siècle : nef à voûtes angevines, collatéral à voûtes à caissons XVIe siècle, chapelle seigneuriale XVIe siècle, chœur à voûtes angevines (ancien carré d'un transept disparu), abside à trois pans, clocher charpenté, portail XIIe siècle provenant de l'ancienne église Saint-André ; Dieu de pitié XIVe siècle, statues XVIIe siècle (sainte Anne et saint Joachim).
- Ferme modèle de Platé, sur le domaine de la Donneterie, de l'architecte Armand Moisant
- Maisons à caves superposées.
- Manoir de la Cave XVe/XVIe siècles, restauré.
- Manoir de la Chapronnière XVIe siècle.
- Manoir de la Thivinière XVIe siècle.
- Manoir du Rouvre XVe, XVIe et XVIIe siècles (une façade remaniée au XVIIIe siècle). La partie principale date du début du XVIIe siècle.
- Moulin de Pontlay.
- Nombreux silex taillés.
- Plusieurs maisons XVe/XVIe siècles, restaurées.
- Traces de voie romaine.
- Vestiges de la chapelle de la Chapronnière (ferme) XVIe siècle.
- Vestiges du château de Beauvais : deux tours d'enceinte, ruines de la chapelle XVIe siècle.
- Vestiges du château de la Mauvissière (cf. ci-dessous Michel de Castelnau), actuellement ferme, XVIe siècle, XIXe siècle.
- Vestiges du château fort du Bois XIVe siècle, XVIIIe siècle, XIXe siècle.

### Personnalités liées à la commune
- Charles IV du Maine (1414-1472), prince du sang français, mort à Neuvy-le-Roi.
- Michel de Castelnau Mauvissière (1517-1592), homme de guerre, diplomate et mémorialiste, né à Neuvy-le-Roi.
- Jean-Baptiste Julien Belle, né le 1er juillet 1740 à Neuvy-le-Roi et mort le 9 septembre 1810 à Paris, homme politique.
- André Charles Négrier (1788-1872), militaire et homme politique né à Neuvy-le-Roi, député du Nord.
- Armand Moisant (1836-1906), Ingénieur Constructeur originaire de Neuillé-Pont-Pierre (ferme de Marcilly), il a notamment construit la gare de Tours et les "fermes modèles" de Platé (à Neuvy-le-Roi) et de Thoriau (à Neuillé-Pont-Pierre).
- Henri Mondeux (1826-1862). Voir les : Calculateurs prodiges
- Philippe Marie Picard (1915-1997 artiste peintre).

### Héraldique
| Blason de Neuvy-le-Roi | Les armes de Neuvy-le-Roi se blasonnent ainsi : D'azur à la bande d'or. |